# 金牛座T4卡賓槍
金牛座T4卡賓槍（英語：Taurus T4）是由巴西金牛座國際槍械公司（英語：Taurus International）在巴西聖利奧波爾杜的工廠生產製造的卡賓槍。金牛座T4基本上是M4卡賓槍的仿製品，提供三種版本，兩種不同的槍管長度。全部配備六位伸縮式槍托和皮卡汀尼導軌。